# Lelkiismeret
A lelkiismeret az az emberi képesség, melynél fogva az egyén saját cselekedete és erkölcsi mivolta fölött ítéletet mond. A lelkiismeret azt jelzi, hogy egy cselekedetet helyesnek és megfelelőnek lát-e az ember számára.
Az erkölcsi ítélet általában értékre vonatkozik; úgy mint a logikai, mely a gondolat igazságáról vagy nem igazságáról, vagy mint az esztétikai, mely a dolgok tetsző vagy nem tetsző voltáról nyilatkozik; az erkölcsi ítélet az akaratra vonatkozik s annak értékét nyilvánítja; ha ezt az erkölcsi itéletet saját magunkra vonatkoztatjuk, áll elő a lelkiismeret szava. Csakhogy míg mások akaratát, cselekedeteit teljes szabadsággal bíráljuk, saját magunkkal szemben az erkölcsi ítélet gyakran összeütközésbe jut szenvedélyeinkkel, indulatainkkal s általában magunk szeretetével; de rendes körülmények közt ezek ellenére is érvényesül lelkiismeretünk. Ha az indulat hevében minden más hang elnémul belsőnkben, és a kárhoztatandó tettet elkövetjük, vagy pedig, ha a tettre unszoló motívum erősebb mint a lelkiismeret helytelenítő itélete; a tett elkövetése után ismét megszólal elnémíthatatlanul a lelkiismeret s ezt nevezzük lelkifurdalásnak. Tagadhatatlan azonban, hogy 
1. az emberekben a saját erkölcsi mivoltuk fölött való ítéletmondás ereje igen különböző fokú; némelyik a kis vétséget is erősen hányja magának szemére; más a nagyobb vétséggel is meg tud alkudni, s magát megnyugtatni;
2. a lelkiismeret ereje fokozódhatik és hanyatlik; aki folyton lábbal tapossa vagy lábbal taposva látja az erkölcsi ítéletet, annak lelkiismerete hanyatlott, míg a gondos erkölcsi nevelés azon van, hogy mindig megélesítse és élességét megőrizze;
3. a lelkiismeret függ erkölcsi ítéletünktől; aki valamit nem tart erkölcstelennek, annak erre nézve nem lehet lelkiismerete;
4. a lelkiismeret tehát csak mint képesség az embernek mintegy veleszületett adománya vagy ősrégen kifejlődött szerzett tulajdona; de mind tartalmát, mind erejét illetőleg függ a történeti fejlődéstől, ez egyéni neveléstől, életkörülményektől, környezettől, korszellemtől stb. Nem állandó erő, hanem a társadalmi élet produktuma. A közéletben jelenti nemcsak a magunk erkölcsi megítélésének képességét, hanem az ítéletek összességét is. Valakinek jó vagy rossz lelkiismerete van, azaz a magáról való erkölcsi itéletei megnyugtatók, vagy helytelenítők. Lelkiismeretes az az ember, ki minden adott esetben az erkölcs parancsainak tesz eleget, hogy saját maga részéről gáncs ne érje. Lelkiismeretesség a lelkiismeretes ember állandó tulajdonsága, készsége. Átvitt értelemben: általában valamely munkának oly gondos végzésére irányuló törekvés, hogy hiba ne essék benne. Lelkiismeretlen, aki nem törődik az erkölcs szabványaival, vagy aki gondatlanul, hibásan végzi a rábízott dolgot; tág lelkiismeretű, aki el tudja csöndesíteni a lelkiismeret intő szavát, nem veszi föl a gáncsot, mely különben is nagyon halkan szólal meg benne. A lelkiismeret maga magával jut ellenkezésbe, ha valamely akaratelhatározás alkalmával az elhatározás mellett is, ellen is egyenlő vagy majdnem egyenlő erkölcsi okok szólnak; ilyenkor a kötelességek kolliziója áll be, a drámának ez az érdekfeszítő témája.

## Vallásos megközelítés
A lelkiismeret a lélek lámpása, amely a szív mélyén világít. A mennyei fénynek egy kis sugara ez, mely tudatosítja a Bennünk Lakozó jelenlétét, az igazság és szentség isteni törvényeinek megalkotóját. Mindannyiszor felemeli tiltakozó hangját, ha Teremtőjének gondolataival vagy cselekedeteivel nem ért egyet.
A lelkiismeret hangján Isten hangja szólal meg, mely igennel vagy nemmel válaszol, valahányszor erkölcsi dilemmába kerülünk. Ez a belső hang szólít fel arra, hogy megtegyünk, vagy ne tegyünk meg valamit. A lelkiismeret a belső tanú. A lelkiismeret az igazság egy formája. Cselekedeteink rendkívül érzékeny mérlege, tetteink, érzéseink helyesnek, vagy helytelennek minősítése. Képesség, mely segítségével különbséget tudunk tenni jó és rossz között; egy belső, irányító hang. Egy kifinomult műszer vagy érzék, amely felhívja figyelmünket arra, hogy az adott helyzetben mi a helyes vagy helytelen.
A lelkiismeret erkölcsi adottság, mely az erény és az isteniség útját mutatja. Olyan halkan szól hozzánk, hogy alig lehet meghallani. Könnyű elnyomni, hangja mégis oly’ tiszta, hogy lehetetlen figyelmen kívül hagyni. Felette áll minden racionális érvnek, parttalan vitának. Ha megszólal, azonnali, kötelező érvényű parancsot ad, utasít, hogy merítkezzünk meg az erkölcsi tisztaságban.
Ha nem használjuk, a lelkiismeret eltompul. Ha nem jól használjuk, vagy visszaélünk vele, akár végleg el is hallgathat. A gonoszság és bűn elferdíti és véglegesen ki is olthatja a lelkiismeretet.
Csak az erkölcsös ember tudja használni a lelkiismeret kényes műszerét. Csupán ő hallja tisztán a lélek belső hangját. A bűn útját járó emberből kivész ez a képesség. A gonoszság és tisztátalanság hatására lelkiismerete elveszíti kifinomult érzékenységét, ezért nem tudja megkülönböztetni a jót a rossztól. Ha ma rosszat teszünk és bűnös módon járunk el, s mindezt félvállról vesszük, holnap már egy súlyosabb bűn elkövetése sem okoz gondot. Ha egyetlen bűnt átengedünk lelkiismeretünk szűrőjén, és hagyjuk hogy ott elidőzzék, szabad utat engedünk a bűnök tömege számára. Lelkiismeretünk eltompul, elveszíti érzékenységét. Ha egy becsületes ember hagyja magát megvesztegetni,az  első alkalommal elborzad tettétől. Lázas lelkiismerete reszket és fél. Rettenetesen érzi magát. Ha tettét többször megismétli, lelkiismerete eltompul, érzékei becsapják. Még csak  kényelmetlenül sem érzi magát. Ha egy erényes ember először jár rossz hírű házban, lelkiismerete fellázad, elborzad. Ha gyakran visszatér, lelkiismerete elhallgat, már nem érez semmit. A lelkiismeret belső mechanizmusa rendkívül bonyolult és érzékeny. Csak úgy tarthatjuk működésben, ha mindig helyesen cselekszünk.
Amennyire fontos a jó egészség a testnek, ugyanolyan fontos a tiszta lelkiismeret a léleknek. Ha az ember jót cselekszik, gyakorolja az erényeket és erkölcsös életet él, lelkét belülről fakadó elégedettség tölti el. A vallások rámutatnak, hogy nagy szükség van arra, hogy leporoljuk elménk rádióját és ráhangolódjunk az Úr csatornájára. A szentek felszólítanak: Halld meg a hangját és válj bölcs emberré! A lélek hangja elvezet a biztonsághoz és az örök üdvösséghez.

### Katolicizmus
Katolikus értelmezés szerint a lelkiismeret az értelem aktusa, amely egyben vissza is hat az értelemre, a lelkiismeret fejlesztése az ember belső, lelki egészségének, szellemi erejének és intelligenciájának feltétele.
A II. vatikáni zsinat tanítását a GS 16 foglalja össze:

Az ember a tudata mélyén olyan törvénnyel találkozik, amelyet nem ő szab magának, s amelynek engedelmeskedni tartozik. E törvény szava mindig arra szólítja, hogy keresse és cselekedje a jót és kerülje a rosszat. A kellő pillanatban felhangzik a szív mélyén: Tedd ezt! Óvakodj attól! Igen, van olyan törvény, amelyet Isten írt az ember szívébe, és éppen abban áll az ember méltósága, hogy megtartja ezt a törvényt. A lelkiismeret az egyén legrejtettebb magva, és szentély, ahol egyedül van Istennel, akinek a szava felhangzik a lélek mélyéről.